# Popis jezera u Hrvatskoj
Popis jezera u Hrvatskoj, abecednim redom:
| Indeks: 0-9 A B C Č Ć D Dž Đ E F G H I J K L Lj M N Nj O P Q R S Š T U V W X Y Z Ž |

## A
- Abesinija
- Andarić bara

## B
- Babića jezero
- Bačica
- Baćinska jezera, Ploče
- Bajer kod Fužina
- Bakranjuša
- Banova Jaruga
- Batinovac
- Bedekovčanska jezera
- Betonara
- Biljsko jezero
- Birina
- Blaćansko jezero
- Blatina u Mljetu
- Borovik
- Boroš Drava
- Brljansko jezero
- Bućuša
- Budakovačka bara kod Budakovca
- Bundek
- Bukovnik
- Burget (Plitvička jezera)
- Butoniga u Istri

## C
- Ciginovac
- Crna Mlaka
- Crniševo (Baćinska jezera)
- Crveno jezero, Imotski

## Č
- Čabraji
- Čepićko jezero, Labinština (isušeno)
- Čiče

## D
- Desansko jezero
- Dombovska bara
- Dubravsko jezero

## Đ
- Đuvelek, drugo ime za Kute

## F
- Fiandara kod Umaga
- Finzula, dio jezera Rakitje
- Fuka

## G
- Galipovac
- Galovac
- Gavanovac
- Grabovo
- Gradinsko jezero
- Gusić

## J
- Jagodno
- Jančibara
- Jarun, Zagreb
- Javorica
- Jegeniš
- Jegerseg, kod Slakovca
- Jezerina, kod Rogotina
- Jezero (Ploče)
- Ježevo
- Jošava
- Juš, dio jezera Rakitje

## K
- Kaluđerovac
- Kanova bara
- Kavranovo jezero
- Knezovića jezero
- Kod Kormorana
- Kopačevsko jezero
- Koritnjak kod Slatinika Drenjskog
- Kozjak
- Križnica
- Kruščica
- Kuti

## L
- Lapovac
- Lepenica
- Lokvarsko jezero

## Lj
- Ljeskove vode, u općini Bukovlje

## M
- Maksimirska jezera kod Maksimira, gradske četvrti grada Zagreba
- Mala Solina, kod Šibenika
- Mali Balaton kod Murskog Središća
- Malo jezero (Plitvička jezera)
- Malo jezero u Mljetu
- Malo jezero kod Vrbovca Samoborskog
- Mamića jezero
- Milanovac
- Mir na Dugom otoku
- Mlinac (jezero)
- Modro jezero pokraj Imotskog
- Modro oko
- Mokrica
- Motičnjak kod Varaždina

## N
- Napolitanke kod Murskog Središća
- Novakovića Brod
- Novo Zvečevo

## Nj
- Njivice, na Krku

## O
- Oćuša (Baćinska jezera)
- Okrugljak
- Olajbara
- Orešje, kod Bestovja i Orešja
- Ormoško jezero kod Ormoža, dio jezera u Hrvatskoj
- Opatovac, kod Lovasa

## P
- Palinića jezero kod Mihalja
- Parila, kod Rogotina
- Perućko jezero kod Sinja
- Petdinarka kod Murskog Središća
- Petnja, u općini Sibinj
- Pjeskara kod Jagme
- Plitko jezero (Baćinska jezera)
- Plitvička jezera
- Podgarić
- Podgora (Baćinska jezera)
- Poleve kod Kuršanca
- Ponikve
- Popovac
- Potkoš
- Prančevići
- Preloge kod Ivanovca
- Prološko jezero
- Prošćansko jezero
- Prukljansko jezero

## R
- Rakitje kod Rakitja
- Raminac kod Lipika
- Ravenska Kapela
- Razovac
- Raketarna kod Vrbovca Samoborskog
- Ričice

## S
- Sabljaci
- Sakadaš
- Sarvaš bara
- Savica
- Semenča
- Siromaja
- Skresovi, kod Garešnice
- Sladinac (Baćinska jezera)
- Sovinjak
- Sovsko jezero, u općini Čaglin
- Stara Drava
- Stara Vaga kod Murskog Središća
- Strmec kod Svete Nedelje (naselje Strmec)

## Š
- Šećeransko jezero
- Šipak (Baćinska jezera)
- Šmitovo jezero
- Šoderica kod Koprivnice
- Štikada
- Šumbar
- Švičko jezero

## T
- Torak
- Trakošćansko jezero
- Tribaljsko jezero
- Turčišće
- Turnić

## V
- Varaždinsko jezero
- Vela Solina, kod Šibenika
- Velo blato
- Veliko jezero (Plitvička jezera)
- Veliko jezero u Mljetu
- Veliko jezero kod Vrbovca Samoborskog
- Vir
- Visovačko jezero
- Vlačine
- Vlaška, kod Rogotina
- Vransko jezero (Vrana) na Cresu površine 6 km2
- Vransko jezero (Vrana) kod Biograda (30,7 km2)
- Vrbnik (Baćinska jezera)
- Vukovina

## Z
- Zajarki (kod Zaprešića)
- Zalešće kod Murskog Središća
- Zmajevo oko

Status prirodnog jezera po Odluci Vlade Republike Hrvatske o popisu voda I. reda imaju sva jezera zapremnine veće od 100.000 m³: Boroš Drava, Križnica, Baćinska jezera, Crveno jezero, Birina, Desne, jezera i slapovi Krke (šibenske), Kuti, Sakadaš, Savica, Vransko jezero kod Biograda, Vransko jezero na Cresu, Kopačevsko jezero, Modro jezero i Plitvička jezera.